# Osama Esber
 (mai 2017).
Osama Esber (1963 à Lattaquié) est un poète, journaliste, traducteur et écrivain syrien,.

## Biographie
Osama Esber est né en 1963 en Syrie. Pendant sa scolarité, il publiait déjà des poèmes dans des revues littéraires.
Esber a étudié la littérature anglaise à Lattaquié et à Damas. Étant écrivain, il traduisait aussi des travaux littéraires ainsi que des ouvrages politiques et philosophiques. Il traduit ensuite le poète égyptien Yahia Lababidi,.
Il travaille également en tant que journaliste pour Radio Damas.
En 1994, il sort son premier recueil de poème, "šāšāt al-tarīkh" (toiles de l'histoire). En 1995, il sort un deuxième volume, "mīthāq al-mawğ". 
Il fonde en 2003 sa première maison d'édition, les éditions Dar Bidayat à Damas.
En 2004, il travaille durant quelques semaines à Cologne dans le cadre d'un échange littéraire.